# Geranomyia erasmi
Geranomyia erasmi is een tweevleugelige uit de familie steltmuggen (Limoniidae). De soort komt voor in het Australaziatisch gebied.